# Toboggan (film)
Pour les articles homonymes, voir Toboggan.
Pour plus de détails, voir Fiche technique et Distribution.
Toboggan est un film français réalisé par Henri Decoin, sorti en 1934.

## Synopsis
Célèbre, mais dans une très mauvaise passe, George est un boxeur confronté à de lourds soucis tant professionnels qu'affectifs. Il vient d'être abandonné par sa maîtresse, juste après avoir été mis au tapis sur le ring. Il découvre que la motivation de sa compagne n'était basée que sur l'argent.

## Fiche technique
- Titre original : Toboggan
- Réalisateur : Henri Decoin
- Scénariste : Henri Decoin
- Décors : Jean Laffitte[1]
- Photographie : Léonce-Henri Burel et Billy Elsom[2]
- Musique : Philippe Parès[3]
- Monteur : Marguerite Beaugé
- Maquillage : Hagop Arakelian
- Scripte : Jacqueline Audry
- Assistant réalisateur : Jean-Henri Blanchon[4]
- Production : Pierre Geoffroy[5]
- Société de production : Gaumont-Franco-Film-Aubert
- Pays :  France
- Format : Noir et blanc - 35 mm - 1,37:1
- Genre : Drame
- Durée: 90 min
- Sortie en salle : France, 30 mars 1934

## Distribution
- Georges Carpentier : Georges Romanet
- Arlette Marchal : Lisa
- Raymond Cordy : Patte de Quinquina
- John Anderson : Billy Sanders
- Maurice Chevalier: un spectateur
- Marcel Maupi : le chasseur
- Sophie Duval : la secrétaire, Betty
- François Descamps : le soigneur
- Pally